# Jacopo Orsini

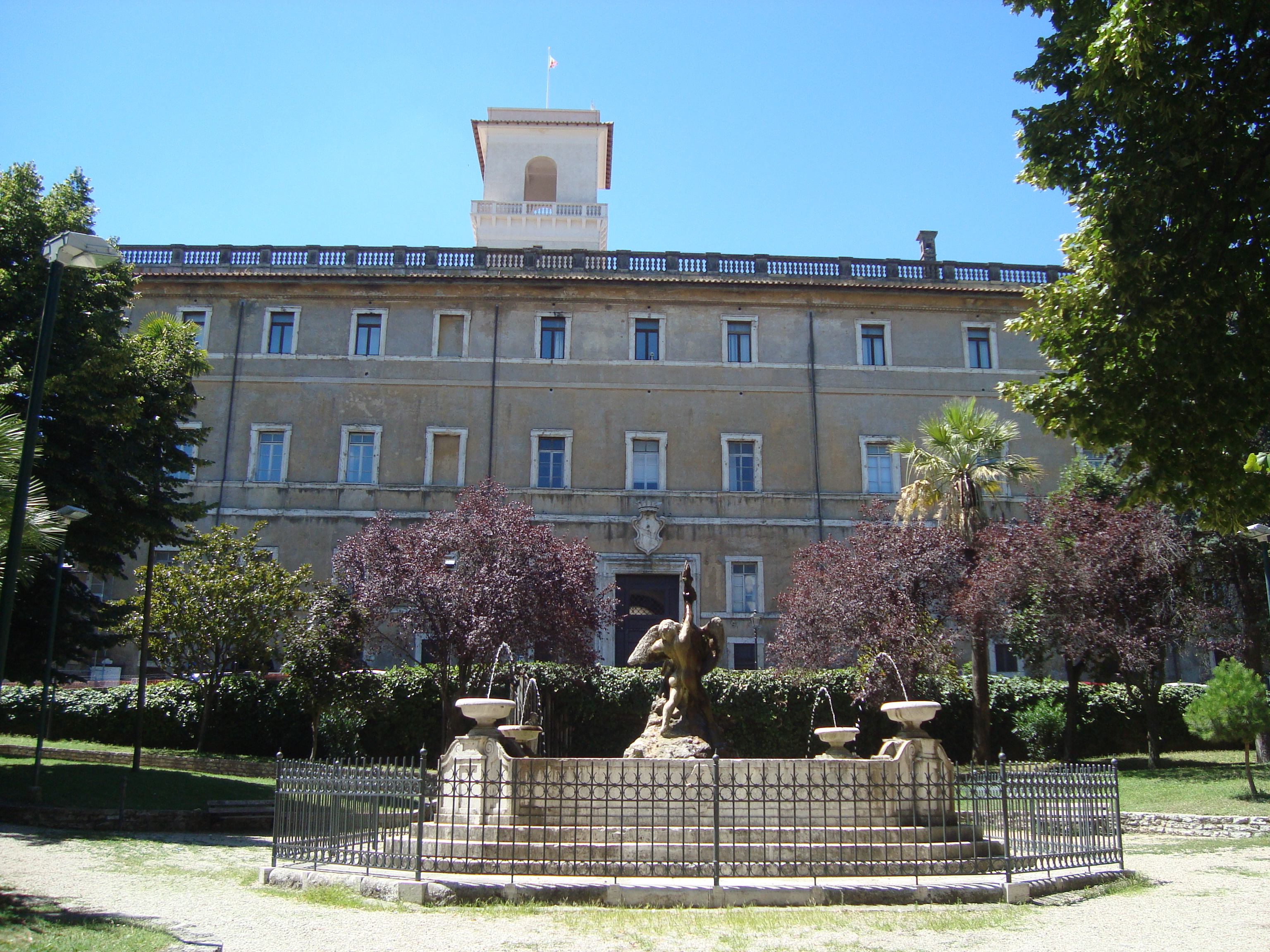
Palazzo Orsini (Monterotondo)

Jacopo (Giacomo) Orsini (Monterotondo, 1424 – 1482) è stato un nobile italiano.

## Biografia
Era figlio di Orso Orsini, di Francesco, signore di Monterotondo e di Lucrezia Conti.
Nel 1431, in qualità di commissario pontificio, ricevette, in nome della Chiesa, il castello di Calvi, sottratto ad Antonio Colonna. Nel 1433, per ordine di papa Eugenio IV, inviò ad Orta cento militi quando Niccolò Fortebraccio si impadronì di Tivoli. Nel 1448 fondò a Monterotondo il Convento dei Frati Cappuccini. Jacopo, nel 1480, venne inviato da Lorenzo il Magnifico a congratularsi con papa Sisto IV per la sua elevazione al pontificato. Nel 1482 fu condottiero al servizio della Repubblica di Venezia contro Ferrara.

## Discendenza
Sposò in prime nozze Francesca d'Alviano e in seconde nozze Maddalena Orsini, figlia di Carlo Orsini, signore di Bracciano, dalla quale ebbe quattro figli:
- Rinaldo (?-1510), arcivescovo di Firenze
- Aurante (c. 1450 - post 1497), maritata a Gian Ludovico Pio, co-signore di Carpi, decapitato nel 1469 con l'accusa di aver partecipato ad una congiura contro il duca Borso d'Este, nemico dei Medici; maritata poi in seconde nozze il 22 luglio 1476, per intervento del cognato Lorenzo il Magnifico, con il marchese Lorenzo Malaspina di Gragnola.
- Clarice (1453-1488), sposò Lorenzo il Magnifico signore di Firenze
- Orso (?-1479) detto "Organtino", successore del padre